# Eddy Viator
Eddy Viator (Colombes, 2 giugno 1982) è un calciatore francese, difensore del Red Star.

## Carriera

### Club
Ha iniziato la sua carriera con lo Châteauroux, in cui è stato titolare in tutte le stagioni passate con il club.
Nel gennaio del 2008 si trasferisce in Spagna per giocare con il Granada 74, in cui non ha trovato molto spazio. Durante l'estate del 2008, torna in Francia, unendosi all'Amiens.
Il 20 luglio 2011 si trasferisce al Toronto FC, della Major League Soccer. Ha fatto il suo debutto la stessa sera del suo arrivo al club canadese, in una partita persa per 0-1 contro il Dallas.

### Nazionale
Nel 2009, all'età di 27 anni, ha fatto il suo debutto per la Guadalupa.

## Palmarès

### Club

#### Competizioni nazionali
- Canadian Championship: 1

Toronto: 2011